# Bisdom David
Het bisdom David (Latijn: Dioecesis Davidensis) is een rooms-katholiek bisdom met als zetel David, in Panama. Het bisdom is suffragaan aan het aartsbisdom Panamá. 

## Geschiedenis
Het bisdom werd opgericht op 6 maart 1955, uit delen van het aartsbisdom Panamá. Op 17 oktober 1962 verloor het gebied bij de oprichting van de territoriale prelatuur Bocas del Toro. 

## Parochies
Het bisdom had in 2021 een oppervlakte van 6.476 km2 en telde 506.000 inwoners waarvan 88,1% rooms-katholiek was.

## Bisschoppen
- Tomás Alberto Clavel Méndez (24 juli 1955 - 3 maart 1964)
- Daniel Enrique Núñez Núñez (4 juni 1964 - 11 januari 1999)
  - Carlos Ambrosio Lewis Tullock (coadjutor: 22 mei 1986 - 18 april 1994)
- José Luis Lacunza Maestrojuán (2 juli 1999 - 15 februari 2024; kardinaal in 2015)
  - Rafael Valdivieso Miranda (apostolisch administrator: 15 februari 2024 - 27 april 2024)
- Luis Enrique Saldaña Guerra (15 februari 2024 - heden)

## Galerij van afbeeldingen

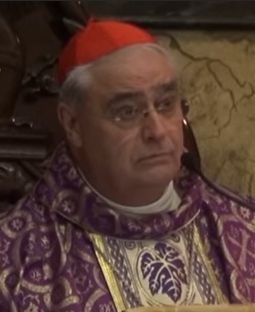
Bisschop José Luis Lacunza Maestrojuán (1999-2024), kardinaal in 2015